# یواس‌اس نوا (دی‌دی-۳۴۳)
یواس‌اس نوا (دی‌دی-۳۴۳) (به انگلیسی: USS Noa (DD-343)) یک کشتی بود که طول آن ۹۵٫۸۶ متر (۳۱۴٫۵ فوت) بود. این کشتی در سال ۱۹۱۹ ساخته شد.